# L'oiseau et l'enfant
L’Oiseau et l'Enfant ("O pássaro e a criança") foi a canção vencedora do Festival Eurovisão da Canção 1977, interpretada em francês pela cantora de origem portuguesa Marie Myriam, representando a França.
A canção foi escrita por Joe Gracy, composta por Jean-Paul Cara e orquestrada no Festival por Raymond Donnez. A canção foi a 18ª e última a ser interpretada, a seguir à canção belga "A Million In One, Two, Three" interpretada pela banda Dream Express. A canção foi gravada noutros idiomas: inglês (The bird and the child), alemão (Der Vogel und das Mädchen), espanhol (El zagal y el ave azul) e português (A ave e a infância).
A letra da canção é baseada numa metáfora extensiva em que o "pássaro" é o amado da cantora e a "criança" é ela própria. A canção carateriza-se também pela ligação entre as palavras, em que a última palavra do verso inicia o seguinte (ex: "Vois comme le monde, le monde est beau/Beau, le bateau, dansant sur les vagues…").